# Andrea Sardini
Andrea Sardini (Mantova, 4 novembre 1967) è un allenatore di calcio ed ex calciatore italiano, preparatore dei portieri del San Marino.

## Carriera

### Giocatore
Cresciuto nel Mantova dove debutta in prima squadra, nel 1988 passa al Baracca Lugo. Nel 1991 approda al Pisa mentre dal 1992 al 1995 gioca per la Reggiana prima in Serie B e poi in Serie A. Nel 1995 veste la maglia del Cesena mentre nel 1997 quella del Ravenna che poi ritroverà nel 2005. Dal 1999 al 2005 gioca per Brescello e Forlì.
Fu lui a subire il primo gol di Alessandro Del Piero con la maglia della Juventus in Juventus-Reggiana (4-0) del 19 settembre 1993.

### Allenatore
Dal 2007 al 2009 è l'allenatore dei portieri del Ravenna.
Nel campionato 2010-2011 è l'allenatore dei portieri della Reggina in serie B.
Nel giugno 2011 segue Atzori dopo le esperienze con Ravenna e Reggina e viene ingaggiato come allenatore dei portieri della Sampdoria, ma viene esonerato il 13 novembre insieme al tecnico laziale. Con l'avvento però di Delio Rossi nel dicembre 2012 viene richiamato per svolgere lo stesso ruolo, rimanendo poi anche con il nuovo tecnico Siniša Mihajlović, ingaggiato il 20 novembre 2013.
Sostituito da Antonello Brambilla con l'arrivo di Walter Zenga alla Samp, il 15 novembre 2015 torna a ricoprire il ruolo dei preparatori dei portieri dei blucerchiati con il nuovo mister Vincenzo Montella venendo confermato con Marco Giampaolo l'estate seguente.
Il 18 luglio 2018 diventa il preparatore dei portieri del Novara,nel 2022 al Sion e dal 2023 della Cremonese

## Palmarès

### Giocatore

#### Competizioni nazionali
- Serie C2: 1

Mantova: 1987-1988
- Campionato Interregionale: 1

Baracca Lugo: 1988-1989
- Serie B: 1

Reggiana: 1992-1993